# Degarmoara
× Degarmoara viết tắt trong thương mại là Dgmra. là một chi lan lai giữa các chi Brassia, Miltonia và Odontoglossum (Brs. x Milt. x Odm.).

## Hình ảnh

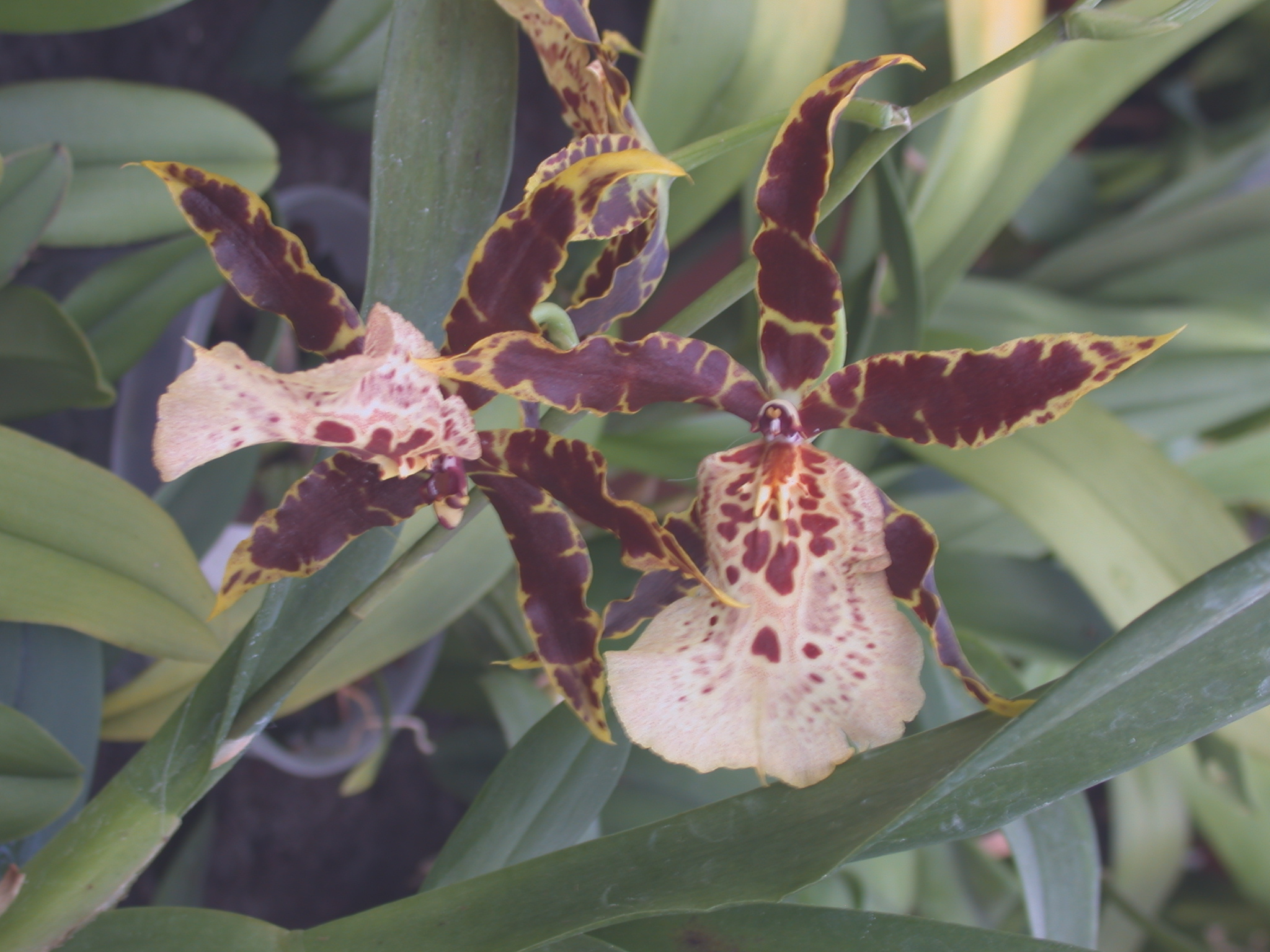
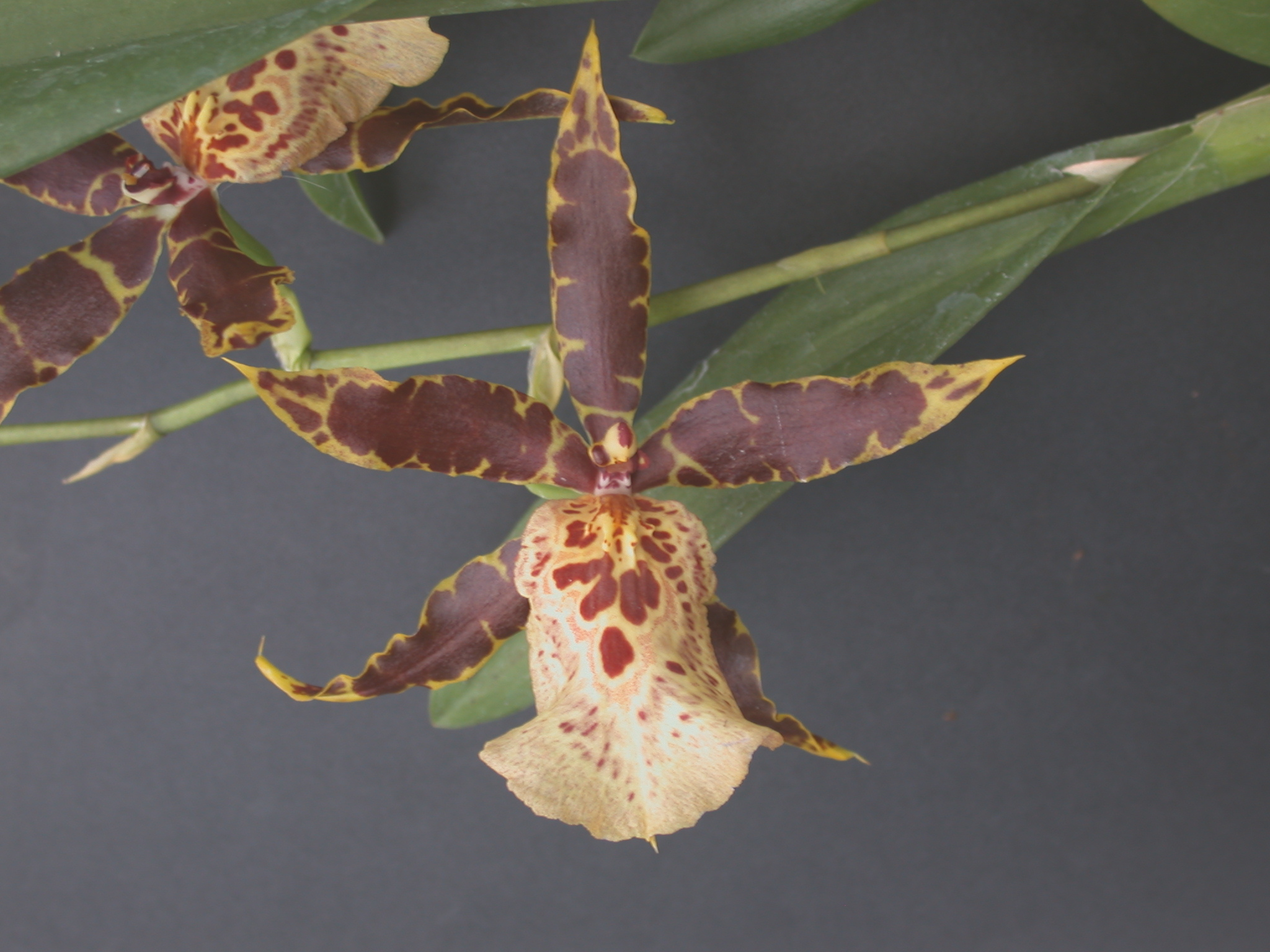
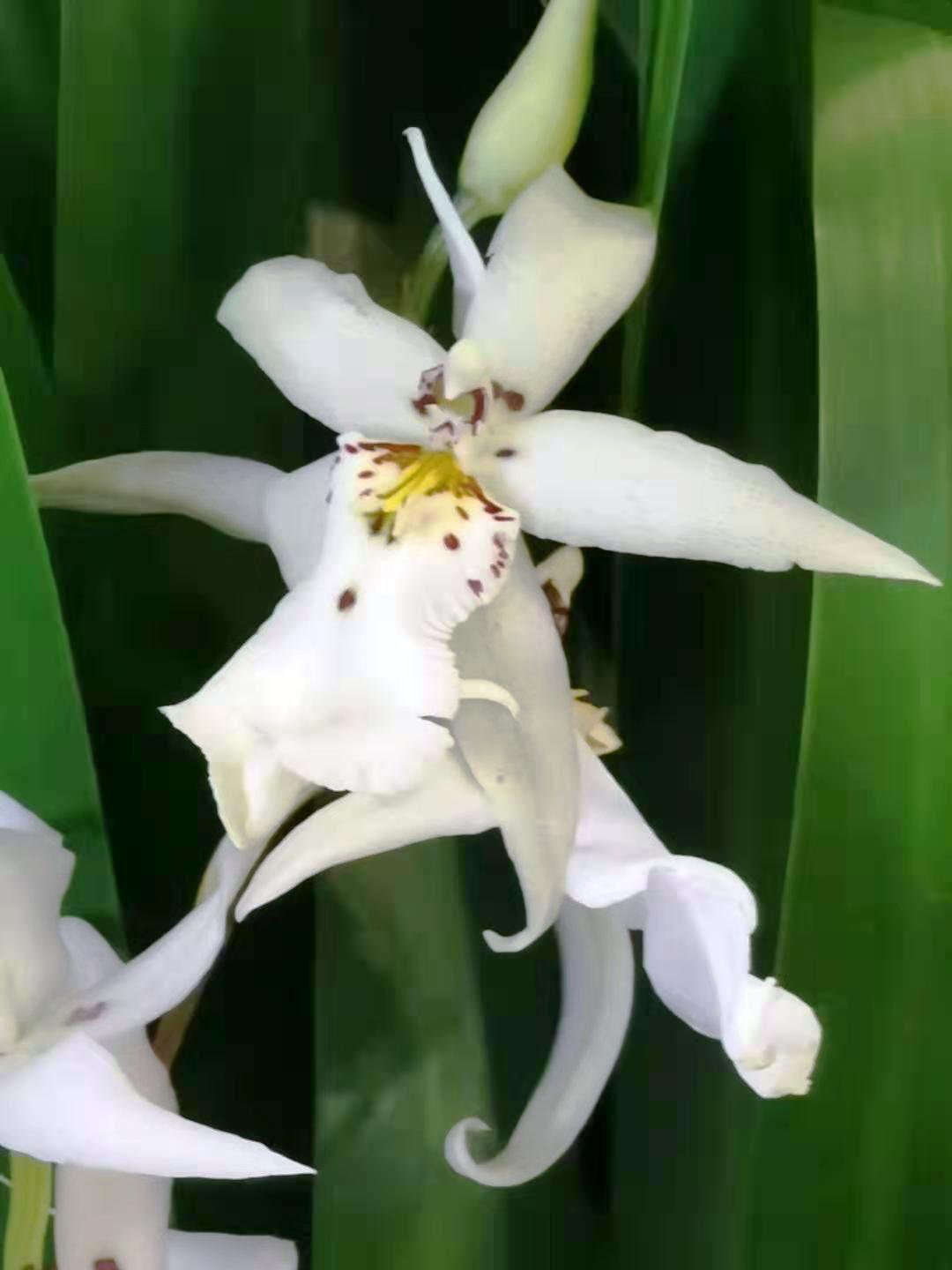
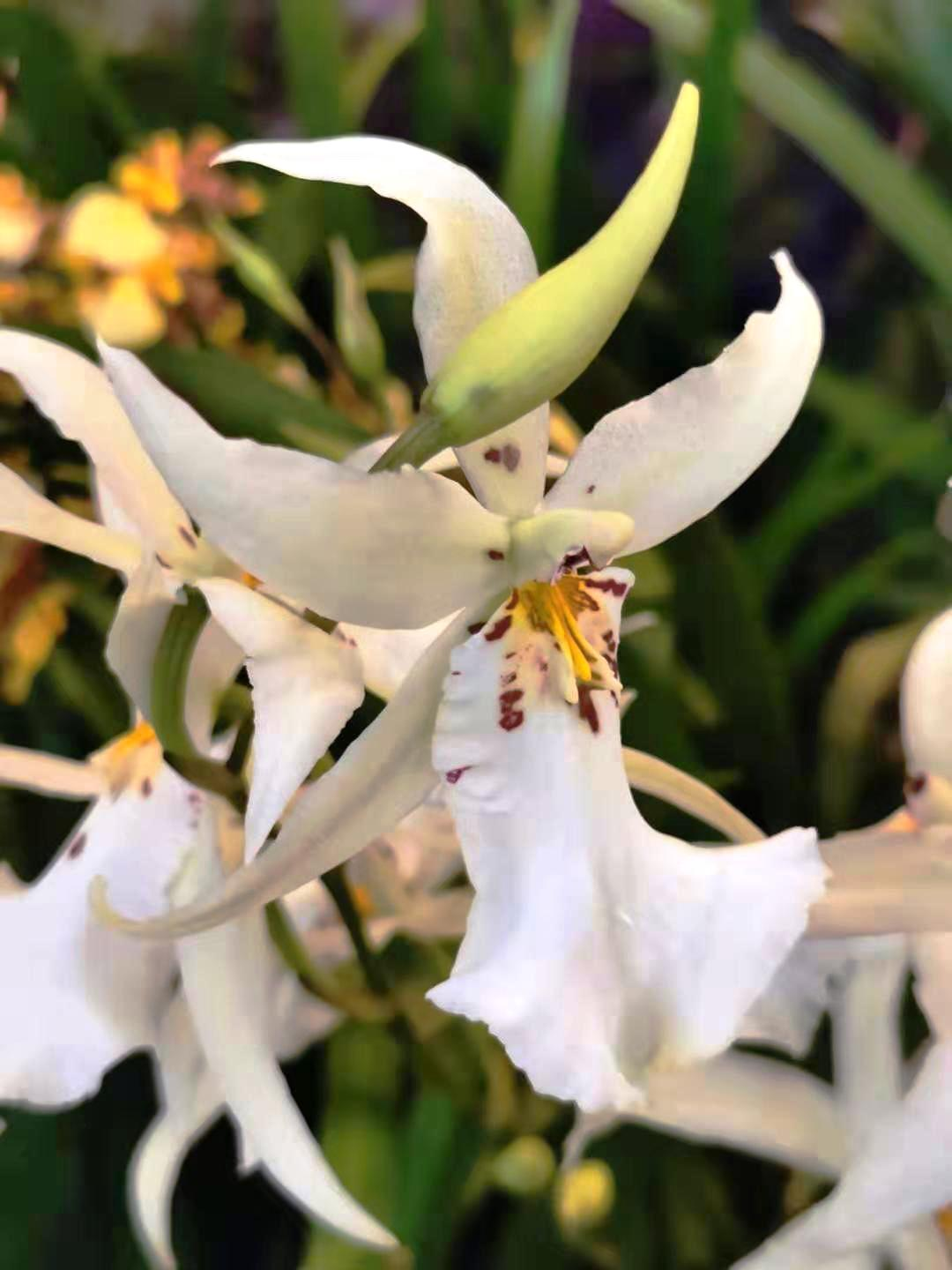